# Corynura herbsti
Corynura herbsti är en biart som först beskrevs av Johann Dietrich Alfken 1913.  Corynura herbsti ingår i släktet Corynura och familjen vägbin. Inga underarter finns listade i Catalogue of Life.